# Suicidio in Lituania
Il suicidio in Lituania è diventato un problema sociale significativo nel paese a causa del suo alto tasso. Dal suo picco nel 1995, il tasso di suicidi in Lituania è costantemente diminuito, ma rimane ancora il più alto nell'UE e nell'OCSE.
Il tasso di suicidi nel 2019 era di 26,1 suicidi ogni 100.000 persone.

## Cause
Negli anni '90, dopo la caduta del comunismo, la Lituania ha sperimentato drammatici cambiamenti sociali ed economici. Studi iniziali hanno attribuito l'alto tasso di suicidi agli effetti di queste grandi trasformazioni nella società, quali le dure condizioni economiche, le condizioni di vita in declino, l'alcolismo e la mancanza di servizi psicologici e psichiatrici. Tuttavia, studi più recenti suggeriscono che le cause potrebbero essere più complesse.
Secondo Onutė Davidonienė, direttore del Centro statale di salute mentale, ci sono ragioni psicologiche ed economiche dietro l'alto tasso di suicidi, tra cui recessioni economiche, alcolismo, intolleranza nella società, bullismo.
Kalėdienė et al. hanno messo in evidenza che il tasso di suicidi è significativamente più alto nelle zone rurali, dove la popolazione è tendenzialmente meno istruita. I tassi di suicidio differiscono in modo significativo tra alcuni comuni. Nel 2017, il tasso di suicidi nel comune distrettuale di Kupiškis (oltre 70 persone su 100.000) era più di due volte superiore alla media nazionale. Altri comuni con tassi di suicidio particolarmente elevati sono il comune distrettuale di Varėna e il comune di Kalvarija (67 persone su 100.000). Al contrario, i numeri sono risultati più modesti nel comune di Palanga (meno di 15 persone su 100.000), seguito dal comune di Vilnius e dal comune distrettuale di Plungė (rispettivamente 15 su 100.000 persone).
C'è una notevole differenza tra i tassi di suicidio maschile e femminile in Lituania. Baranov et al. hanno ipotizzato che le tradizionali norme di mascolinità, associate al consumo eccessivo di alcol e allo stigma verso l'aiuto psicologico, possano contribuire a comportamenti suicidi. Diversi studi sulla relazione tra la religiosità e il suicidio non hanno fornito una visione conclusiva sulle cause dell'alto tasso.
Uno studio statistico-econometrico di Comunale (2020) ha rilevato che i principali fattori collegabili ai suicidi sono crescita del PIL, dati demografici, consumo di alcol, fattori psicologici e meteorologici. Lo stesso studio ha dimostrato che, tra i paesi dell'UE, la Lituania sembra essere una delle popolazioni più introverse, significativamente più delle popolazioni lettoni ed estoni.
Un rapporto pubblicato nel 2017 dall'Ufficio per la prevenzione dei suicidi in Lituania ha mostrato che il tasso di suicidi tra i prigionieri è considerevolmente superiore alla media del paese. Ciò è causato dall'insufficiente disponibilità di servizi psicologici e dalla mancanza di prevenzione dei suicidi in molti comuni.

## Prevenzione
Nel 2007, il parlamento lituano ha approvato la Strategia nazionale per la salute mentale, basata sulla Dichiarazione dell'OMS sulla salute mentale per l'Europa del 2005. Il paese ha inoltre adottato il piano d'azione per la prevenzione del suicidio 2016-2020. Nel 2015, l'Ufficio per la prevenzione dei suicidi (in lituano Savižudybių prevencijos biuras) è stato istituito presso il Centro statale di salute mentale. Nel 2017, tuttavia, l'Ufficio nazionale di audit della Lituania ha concluso che non esiste ancora un sistema completo per fornire assistenza alle persone a rischio di suicidio.

## Statistiche
| Tassi di suicidio (per 100.000 abitanti) per sesso in Lituania | Tassi di suicidio (per 100.000 abitanti) per sesso in Lituania | Tassi di suicidio (per 100.000 abitanti) per sesso in Lituania | Tassi di suicidio (per 100.000 abitanti) per sesso in Lituania | Tassi di suicidio (per 100.000 abitanti) per sesso in Lituania | Tassi di suicidio (per 100.000 abitanti) per sesso in Lituania | Tassi di suicidio (per 100.000 abitanti) per sesso in Lituania | Tassi di suicidio (per 100.000 abitanti) per sesso in Lituania | Tassi di suicidio (per 100.000 abitanti) per sesso in Lituania | Tassi di suicidio (per 100.000 abitanti) per sesso in Lituania |
| Sesso                                                          | 1981                                                           | 1985                                                           | 1990                                                           | 1995                                                           | 2000                                                           | 2005                                                           | 2010                                                           | 2015                                                           | 2019                                                           |
| -------------------------------------------------------------- | -------------------------------------------------------------- | -------------------------------------------------------------- | -------------------------------------------------------------- | -------------------------------------------------------------- | -------------------------------------------------------------- | -------------------------------------------------------------- | -------------------------------------------------------------- | -------------------------------------------------------------- | -------------------------------------------------------------- |
| Uomini                                                         | 59.4                                                           | 58,0                                                           | 44.3                                                           | 79.1                                                           | 75.6                                                           | 68.1                                                           | 56.1                                                           | 51.7                                                           | 36.1                                                           |
| Donne                                                          | 10.7                                                           | 12.9                                                           | 9.7                                                            | 15.6                                                           | 16.1                                                           | 12.9                                                           | 9.6                                                            | 8.9                                                            | 6.2                                                            |
| Totale                                                         | 33.6                                                           | 34.1                                                           | 26.1                                                           | 45.6                                                           | 44.1                                                           | 38.6                                                           | 31.3                                                           | 28.9                                                           | 20.2                                                           |
| Fonte : Organizzazione mondiale della sanità                   |                                                                |                                                                |                                                                |                                                                |                                                                |                                                                |                                                                |                                                                |                                                                |

| Numero di suicidi per fascia di età e sesso in Lituania, 2009 | Numero di suicidi per fascia di età e sesso in Lituania, 2009 | Numero di suicidi per fascia di età e sesso in Lituania, 2009 | Numero di suicidi per fascia di età e sesso in Lituania, 2009 | Numero di suicidi per fascia di età e sesso in Lituania, 2009 | Numero di suicidi per fascia di età e sesso in Lituania, 2009 | Numero di suicidi per fascia di età e sesso in Lituania, 2009 | Numero di suicidi per fascia di età e sesso in Lituania, 2009 | Numero di suicidi per fascia di età e sesso in Lituania, 2009 | Numero di suicidi per fascia di età e sesso in Lituania, 2009 |
| ------------------------------------------------------------- | ------------------------------------------------------------- | ------------------------------------------------------------- | ------------------------------------------------------------- | ------------------------------------------------------------- | ------------------------------------------------------------- | ------------------------------------------------------------- | ------------------------------------------------------------- | ------------------------------------------------------------- | ------------------------------------------------------------- |
| Età (anni)                                                    | 5–14                                                          | 15–24                                                         | 25–34                                                         | 35–44                                                         | 45–54                                                         | 55–64                                                         | 65-74                                                         | 75+                                                           | Tutti                                                         |
| Maschi                                                        | 3                                                             | 109                                                           | 116                                                           | 195                                                           | 233                                                           | 148                                                           | 91                                                            | 57                                                            | 952                                                           |
| Femmine                                                       | 2                                                             | 16                                                            | 15                                                            | 26                                                            | 39                                                            | 27                                                            | 21                                                            | 40                                                            | 186                                                           |
| Totale                                                        | 5                                                             | 125                                                           | 131                                                           | 221                                                           | 272                                                           | 175                                                           | 112                                                           | 97                                                            | 1138                                                          |
| Fonte : Organizzazione mondiale della sanità                  |                                                               |                                                               |                                                               |                                                               |                                                               |                                                               |                                                               |                                                               |                                                               |